# Artist side
artist sideは、かつてShadeの開発元であったイーフロンティアが運営していた3DCG投稿SNSサイトである。イーフロンティアに関係の無いソフトウェアで作成された作品も投稿可能であった。2016年12月31日に閉鎖された。

## 歴史
- 2003年5月 イーフロンティアがエクス・ツールスよりShade 3Dを買収
- 2003年8月 「Shade onlineフォーラム」開設[2]
- 2004年3月 「Shade online フォーラム画像投稿機」開設[3]
- 2005年8月 「Poserフォーラム」及び「Poser画像投稿機」開設[4]
- 2008年10月 Shade及びPoserの両画像投稿機を統合する形で、SNSサイトのartist side開設[5]
- 2009年11月～12月 Amazon.co.jpとの共催により「Amazon デザインコンテスト」が開催される[6]
- 2010年2月～3月 JR東日本との共催により「東日本列車の旅コンテスト」が開催される[7]
- 2013年 Shade 3Dの諸権利をShade3D社へ売却[8]
- 2016年12月 閉鎖[1]